# Timothy Haskell
Pour les articles homonymes, voir Haskell (homonymie).
Timothy George Haskell est un physicien néo-zélandais, spécialiste de l'Antarctique.

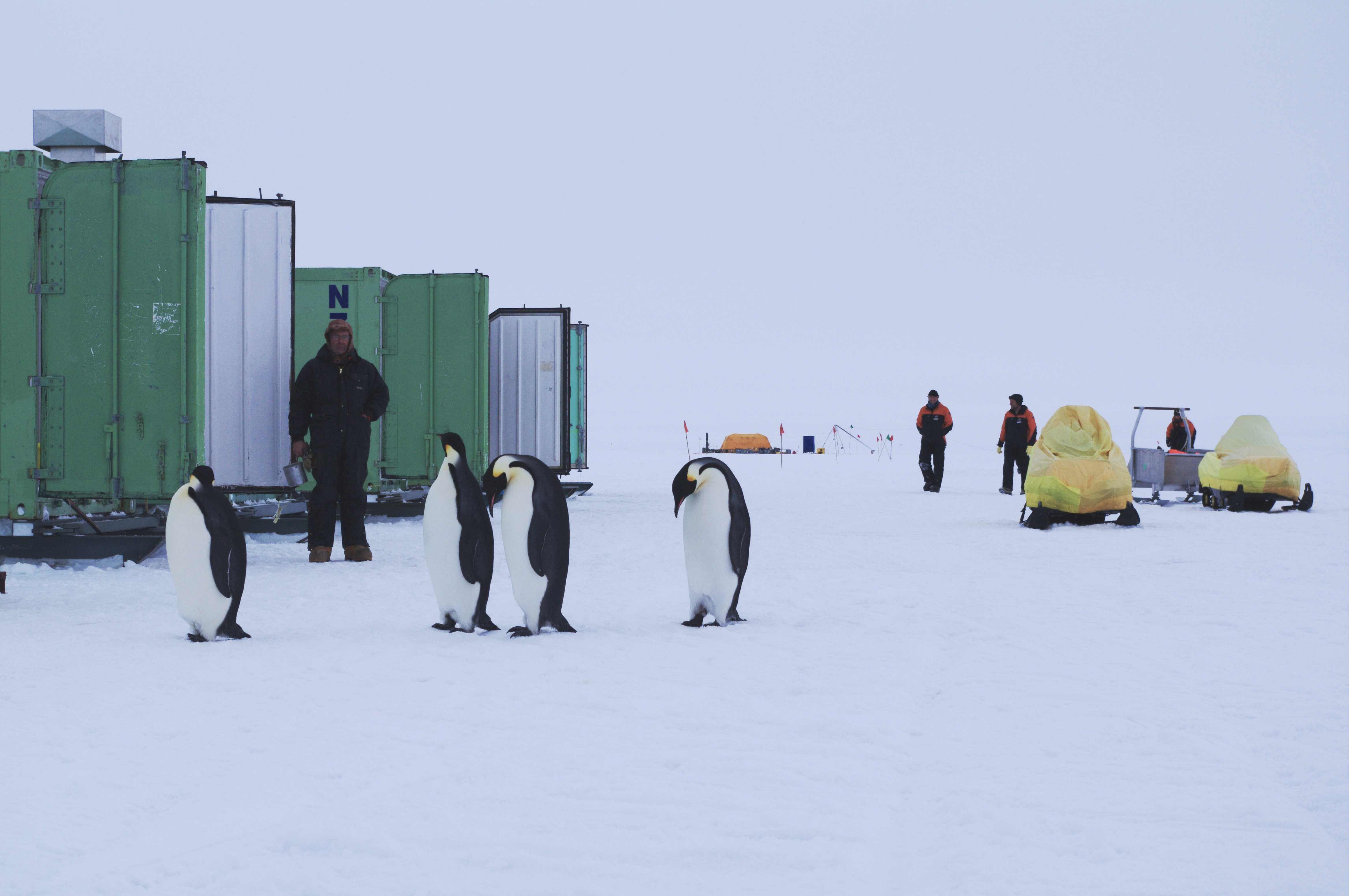
Manchots au camp Haskell.

## Carrière et impact
Haskell a commencé sa carrière au Laboratoire de physique et d'ingénierie du Département de la recherche scientifique et industrielle (en) (DSIR) en Nouvelle-Zélande, et il est resté avec eux tout au long de son évolution vers Industrial Research Limited (en) (IRL). Il est passé à Callaghan Innovation (en) en 2012.

Camp Haskell, détroit McMurdo, en 2015.

Il a travaillé avec Bill Robinson sur le développement et l'installation de fondations d'isolation antisismiques pour Te Papa Tongarewa. Cependant, il est surtout connu pour son développement du "Camp Haskell" - une installation conteneurisée pour travailler sur la banquise du détroit de McMurdo. Il a fait monter de l'équipement sur la langue de glace Erebus lorsqu'il a vêlé en 1990. Il venait de terminer une excursion sur le glacier en 2010 lorsqu'il a ensuite vêlé.
Il a travaillé avec Paul Callaghan pendant un certain temps, développant la technologie portable de résonance magnétique nucléaire (RMN). L'application initiale à la détermination de l'hétérogénéité de la glace de mer  a évolué pour devenir une gamme de dispositifs de RMN utilisables en laboratoire et développés par la société dérivée Magritek (en).

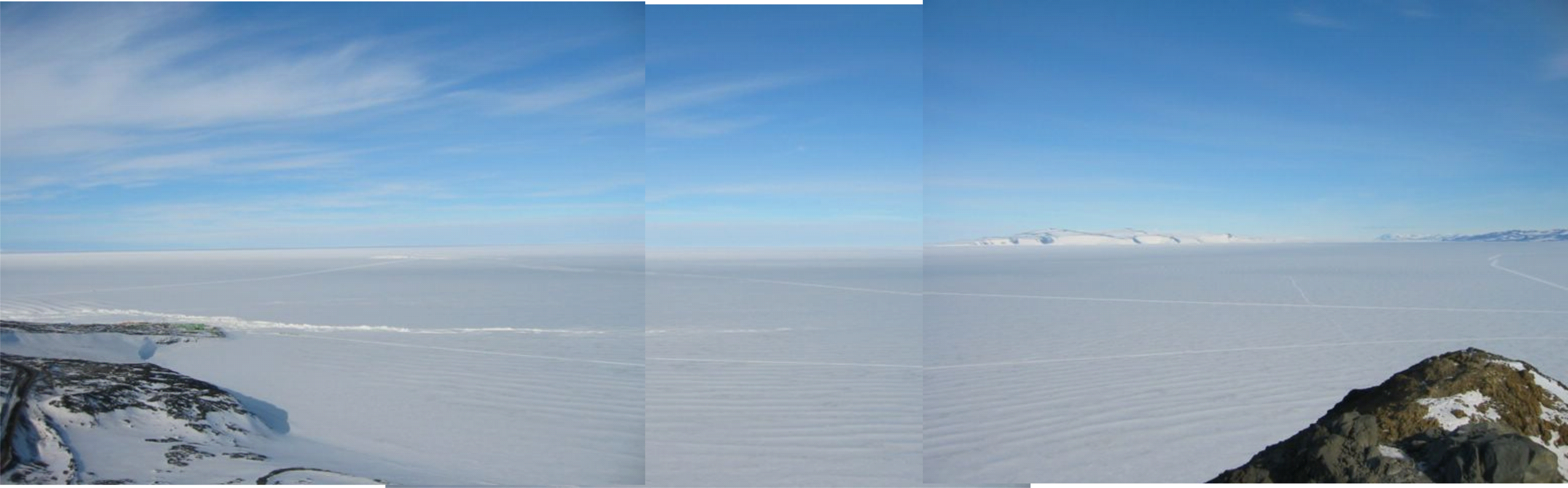
Panorama du Détroit de Haskell.

En 2009, le passage océanique entre l'île de Ross et l'île White de l'archipel de Ross a été nommé détroit de Haskell, en Antarctique.

## Prix et distinctions
En 1996 il est lauréat de la Médaille de la Royal Society Science and Technology.
En 2006 il reçoit la médaille Marsden de l'Association des scientifiques de Nouvelle-Zélande.
En 2008 il est lauréat de la Médaille de l'Antarctique de la Nouvelle-Zélande (NZAM) dans les honneurs du Nouvel An 2008 (en), « pour services aux sciences de l'Antarctique », après avoir été « impliqué depuis plus de 35 ans dans la recherche et les activités scientifiques de l'Antarctique »,.
En 2019 il reçoit la médaille Thomson (en) de la Société royale de Nouvelle-Zélande, après en avoir reçu la médaille Hector en 2007.